# Château de Vouzan
Le château de Vouzan se trouve à Vouzan dans le département de la Charente en France.

## Historique
Un château est érigé sur un emplacement contenant des vestiges archéologiques.
La chapelle castrale a été construite au XIIe siècle. Une partie du château, sa façade nord date du XVe siècle.
L'important fief de Vouzan a appartenu à la famille de Livenne du XIVe au XVIIe siècle, puis par mariage aux d'Abzac du XVIIe au XVIIIe siècle, par vente aux Arnaud de Bouëx en 1720, puis au comte de Thiennes en 1902,. Plus récemment, il a appartenu à la famille Piéchaud, et reste privé. 
L'ensemble formé par le château et la chapelle castrale fait l’objet d’une inscription au titre des monuments historiques depuis le 31 décembre 1986.

## Architecture
La façade nord du château de Vouzan est accostée d'échauguettes sur contreforts. 
La chapelle castrale remonte au XIIe siècle mais a été rénovée au XVIIe siècle, période de construction du portail monumental couronné d'un parapet festonné. 
Une tour polygonale sectionnée est enclavée dans des bâtiments modernes. 
Dans le parc qui contient des vestiges archéologiques se trouve un pigeonnier carré.